# Microsteira floribunda
Microsteira floribunda là một loài thực vật có hoa trong họ Malpighiaceae. Loài này được (O. Hoffm.) Nied. mô tả khoa học đầu tiên năm 1924.